# Byron (Illinois)
Byron és una població dels Estats Units a l'estat d'Illinois. Segons el cens del 2000 tenia 3.865 habitants.

## Demografia
Segons el cens del 2000, Byron tenia 2.917 habitants, 1.119 habitatges, i 747 famílies. La densitat de població era de 456 habitants/km².
Dels 1.119 habitatges en un 38,6% hi vivien nens de menys de 18 anys, en un 51,4% hi vivien parelles casades, en un 12% dones solteres, i en un 33,2% no eren unitats familiars. En el 28,8% dels habitatges hi vivien persones soles el 13% de les quals corresponia a persones de 65 anys o més que vivien soles. El nombre mitjà de persones vivint en cada habitatge era de 2,53 i el nombre mitjà de persones que vivien en cada família era de 3,15.
Per edats la població es repartia de la següent manera: un 30,2% tenia menys de 18 anys, un 7,4% entre 18 i 24, un 30,2% entre 25 i 44, un 17,4% de 45 a 60 i un 14,8% 65 anys o més.
L'edat mediana era de 34 anys. Per cada 100 dones de 18 o més anys hi havia 83,5 homes.
La renda mediana per habitatge era de 37.027 $ i la renda mediana per família de 46.250 $. Els homes tenien una renda mediana de 40.568 $ mentre que les dones 23.221 $. La renda per capita de la població era de 17.164 $. Aproximadament el 6,9% de les famílies i el 7,8% de la població estaven per davall del llindar de pobresa.

## Poblacions properes
El següent diagrama mostra les poblacions més properes.